# Castelnuovo Nigra
Castelnuovo Nigra är en ort och kommun i storstadsregionen Turin, innan 2015 provinsen Turin, i regionen Piemonte, Italien. Kommunen hade 440 invånare (2017).